# Harpactea oglasana
Harpactea oglasana este o specie de păianjeni din genul Harpactea, familia Dysderidae, descrisă de Gasparo în anul 1992.
Este endemică în Italia. Conform Catalogue of Life specia Harpactea oglasana nu are subspecii cunoscute.